# Municipio de Clinton (condado de Vinton)
El municipio de Clinton (en inglés: Clinton Township) es un municipio ubicado en el condado de Vinton en el estado estadounidense de Ohio. En el año 2010 tenía una población de 2052 habitantes y una densidad poblacional de 25,05 personas por km².

## Geografía
El municipio de Clinton se encuentra ubicado en las coordenadas 39°11′2″N 82°29′5″O / 39.18389, -82.48472. Según la Oficina del Censo de los Estados Unidos, el municipio tiene una superficie total de 81.9 km², de la cual 79,63 km² corresponden a tierra firme y (2,78 %) 2,27 km² es agua.

## Demografía
Según el censo de 2010, había 2052 personas residiendo en el municipio de Clinton. La densidad de población era de 25,05 hab./km². De los 2052 habitantes, el municipio de Clinton estaba compuesto por el 97,9 % blancos, el 0,39 % eran afroamericanos, el 0,29 % eran amerindios, el 0,15 % eran asiáticos, el 0,1 % eran de otras razas y el 1,17 % eran de una mezcla de razas. Del total de la población el 0,73 % eran hispanos o latinos de cualquier raza.